# Causalità naturale
Il termine causalità naturale definisce il vincolo concettuale tra fenomeni della natura che seguono temporalmente uno all'altro in quanto uno è evidente causa dell'altro. Si tratta dunque di un'applicazione al mondo fisico del principio di causalità.

## Nelle scienze naturali
Tale vincolo comporta per lo studioso di scienze naturali una rigorosa necessità di definire inequivocabili relazioni di causa-effetto tra eventi, e fonda la ricerca empirica mediante osservazione che realizza il metodo sperimentale inventato da Galileo di conoscere la natura alla ricerca dei nessi causali sottostanti ai fenomeni osservati mediante esperimenti.
Seguendo il metodo sperimentale - mediante analisi delle cause e degli effetti - è possibile comprendere i meccanismi di funzionamento del mondo o realtà fisica giungendo alle leggi fisiche, nella misura in cui la realtà dei fenomeni possiede concretezza assoluta e conoscibilità nell'ambito delle umane capacità, mentre ciò che rimane sconosciuto dipende solo dai limiti della nostra capacità di interpretare la realtà in termini esclusivamente razionali.
Su questi principi deterministi si basano le ricerche e le scoperte nelle scienze esatte (fisica, biologia, ecc.), a differenza delle scienze umane (come la psicologia, la sociologia, ecc.) dove, mancando evidenti rapporti di causalità lineare tra fenomeni che pure si conseguono, devono avvalersi di strumenti dimostrativi diversi: statistici, dialettici, filosofici.
Nell'indagine sperimentale la determinazione di rigorosi nessi causali consente l'interpretazione deterministica per la quale a partire dalla conoscenza dello stato di un sistema e delle sue dinamiche è possibile conoscere premesse e conseguenze e prevedere sviluppi successivi; a tale scopo l'oggetto dello studio deve essere isolato da variabili esterne incontrollate.
Al concetto scientifico di causalità si collega il principio di indeterminazione di Heisenberg secondo il quale per livelli crescenti di precisione cresce in modo analogo l'approssimazione sulla conoscenza dello stato del sistema fisico osservato.
Riguardo al concetto di causalità naturale, sono possibili varie interpretazioni rispetto alla domanda: "qual è la causa di un evento?"

## La teoria condizionalistica
La teoria condizionalistica sostiene che è causa ogni condizione dell'evento, senza il verificarsi della quale l'evento non si sarebbe prodotto.
Cioè se per una reazione chimica servono determinati reagenti, la reazione (effetto) non si verifica se non sono presenti tutti i reagenti (causa). Se uno dei questi è superfluo, allora non viene considerato parte della causa. Al contrario, se al mancare di uno dei reagenti non si avesse l'effetto, questo indica che il reagente fa certamente parte della causa. A tal fine ci si serve della formula della "condicio sine qua non", usando il procedimento di eliminazione mentale.
Supponiamo infatti che manchi uno degli elementi causali, supponiamo come mentalmente non avvenuta l'azione, e successivamente si verifica se venga meno anche l'evento. In questo modo si parifica l'attitudine causale di tutti gli antecedenti necessari dell'evento. Ogni evento fa parte di una catena causale e le cause di un effetto sono a loro volta effetti di altre cause. Se supponiamo come non avvenuti alcuni degli eventi nella catena causale, dobbiamo supporre anche come non avvenuti alcune delle loro cause. Ciò si traduce nella aberrante possibilità di regressus in infinitum, un recedere all'infinito nella ricerca della causa ultima dell'evento, arrivando per esempio ad attribuire rilevanza, in un omicidio, alla nascita dell'assassino.
Altri limiti cui si presta derivano dall'impossibilità di giungere ad un giudizio valido nei casi di causalità alternativa ipotetica, in cui è possibile ricondurre l'evento alternativamente a più cause indipendenti. Infatti, possiamo sempre solo essere certi che alla presenza delle cause segua il verificarsi dell'effetto, ma dall'effetto possiamo solo risalire a possibili cause, il che porta alla massima "scire est per causas scire", cioè "il sapere vero è sapere con cognizione di causa". Invece il risalire da effetti a cause può solo generare ipotesi.
Lo stesso problema si verifica, mutatis mutandis, nei casi di causalità addizionale, nei quali causa dell'evento sono le condotte contemporanee di due soggetti entrambe da sole sufficienti a produrlo.
L'obiezione principale cui va incontro è che tale teoria non è in grado di individuare il nesso causale in tutti quei casi in cui non si conoscano in anticipo le leggi che presiedono ai rapporti tra determinati antecedenti e determinati susseguenti (es: caso del talidomide).